# John Roslyn Garnet
John Roslyn Garnet (Australia, 1906-ibidem, 1998) fue un botánico, y bioquímico australiano; que estudió taxonómicamente la familia de las orquideáceas. Trabajó en los "Laboratorios Commonwealth Serum, de Parkville, entre 1930 a 1971.

## Algunas publicaciones
- 1958. A Tribute to Crosbie Morrison'., Victorian Naturalist 75 : 21-24

### Libros
- 1966. Spider, insect and man. 45 pp.
- 1972. Venomous Australian animals dangerous to man. 86 pp.
- 1974. Wildflowers of South-eastern Australia. 379 pp. ISBN 0170019322
- 1980. National Parks and the FNCV. Victorian Naturalist 97 ( 3): 13-=134
- elizabeth Conabere, john roslyn Garnet. 1987. Wildflowers of south-eastern Australia. Ed. Greenhouse. 192 pp.

## Honores
A través de su conexión con el Club de Naturalistas de Campo de Victoria, fue uno de los fundadores de la Asociación de Parques Nacionales de Victoria (VNPA) y su secretario honorario durante 21 años desde su creación en 1952.
En 1982, se le concedió la Orden de Australia (AM) por sus servicios a la conservación ambiental.
- La abreviatura «Garnet» se emplea para indicar a John Roslyn Garnet como autoridad en la descripción y clasificación científica de los vegetales.[1]